# The Last Time/Under My Thumb
The Last Time/Under My Thumb è l'undicesimo singolo del gruppo rock britannico The Who, pubblicato nel Regno Unito nel 1967.

## Storia
A seguito dell'arresto di Mick Jagger e Keith Richards per l'uso di sostanze illegali, il gruppo decise di registrare in segno di solidarietà due loro brani per un nuovo singolo con l'intenzione di continuare a registrarne altri fino alla loro liberazione; i due furono rilasciati prima che gli Who avessero la possibilità di registrarne altri. Il basso venne suonato da Pete Townshend perché John Entwistle era in luna di miele e venne contattato dal gruppo mentre era sulla Queen Elizabeth per fargli ascoltare i due nuovi brani; in seguito ricordò che quando lo chiamarono nella sala radio della nave pensò che fosse per comunicargli che qualcuno era morto.

## Tracce
Lato A
1. The Last Time – 2:40 (Mick Jagger, Keith Richards)

Lato B
1. Under My Thumb – 2:25 (Mick Jagger, Keith Richards)